# Estádio Otacílio Negrão de Lima
Estádio Otacílio Negrão de Lima ou Estádio da Alameda (por também ter entrada pela Alameda Álvaro Celso) foi um estádio de futebol pertencente ao América Futebol Clube, localizado na cidade de Belo Horizonte, capital do Estado de Minas Gerais, inaugurado em 27 de maio de 1946 no lugar do antigo campo, e após a sua venda para o Grupo Pão de Açúcar em 1973, demolido, tendo em seu lugar sido construído um supermercado.

## História
A sua inauguração oficial ocorreu em um amistoso contra o Fluminense-RJ no dia 8 de setembro de 1929. O campo americano nesse momento tinha capacidade para 12.000 pessoas e uma área de 19.338 metros quadrados.
As instalações do então Estádio Otacílio Negrão de Lima foram reinauguradas com capacidade para 15.000 pessoas, no dia 27 de maio de 1948 perante 12.500 torcedores presentes (10.652 pags.) e renda de Cr$ 305.750,00, com a realização do Torneio Quadrangular de Belo Horizonte, reunindo o Vasco da Gama (campeão sul-americano naquele ano), São Paulo (campeão paulista) e Atlético Mineiro (campeão estadual do ano anterior), com o América sagrando-se campeão.
Otacílio Negrão de Lima foi prefeito de Belo Horizonte entre 1935 e 1938 e entre 1947 e 1951, e era personagem muito influente no América Futebol Clube.